# Королевский кодекс (Младшая Эдда)
Королевский кодекс (лат. Cōdex Rēgius; исл. Konungsbók, букв. — «Королевская книга») — древнеисландская рукопись, один из основных источников Младшей Эдды. Датируется началом XIV века. Условное обозначение — GKS 2367 4to.

## Описание
Кодекс состоит из 55 веленевых листов.
Первое упоминание о рукописи приходится на 1643 год. Она, так же как и GKS 2365 4to, сначала перешла во владения скаулхольтского епископа Свейнссона, а затем в 1662 году подарена датскому королю Фредерику.
Так же как и GKS 2365 4to, рукопись изначально хранилась в Королевской библиотеке в Копенгагене. Однако её не отправили на родину в 1971 году вместе с GKS 2365 4to, и в Исландию она была возвращена лишь в 1985 году. С тех пор она хранится в Институте Арни Магнуссона в Рейкьявике.